# El Chichón

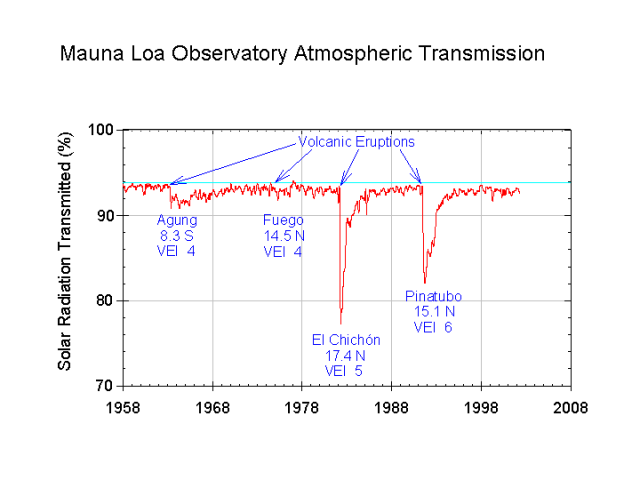
Atmosphärische Reduktion der Sonneneinstrahlung gemessen auf Mauna Loa in Hawaii, die Eruption des El Chichón verursachte einen Abfall um ungefähr 16 %

Der El Chichón, auch El Chichonal, ist ein Vulkan im Nordwesten von Chiapas, Mexiko. Er ist der jüngste Vulkan im nordwestlichen Teil des rund 150 Kilometer langen Chiapanikanischen Vulkanbogens (Chiapanecan Volcanic Arc, CVA).
In den letzten 8.000 Jahren hat es mindestens zwölf Ausbrüche gegeben, der letzte fand 1982 statt. 
Dabei wurden an drei Tagen – dem 29. März sowie dem 3. und 4. April – bei plinianischen Eruptionen rund 7 Millionen Tonnen Schwefeldioxid und insgesamt 20 Millionen Tonnen Material in die Stratosphäre geschleudert. Der Berg verlor rund 200 Meter an Höhe und es bildete sich eine Caldera mit einem Kilometer Durchmesser und einem sauren Kratersee im Inneren. Rund 2.000 Menschen kamen bei dem Ausbruch ums Leben.

## Vor dem Ausbruch
Vor dem Ausbruch 1982 war der El Chichón ein Somma-Vulkan, etwa 200.000 Jahre alt, mit einem zentralen Lavadom. Dieser erreichte eine Höhe von 1.230 Metern. Die relative Höhe zur Umgebung betrug zwischen 700 und 900 Metern. 

## Der Ausbruch von 1982
Dem Ausbruch waren seit 1980 fumarolische und seismische Aktivitäten vorausgegangen. Die Erdstöße erreichten ihren Höhepunkt im März 1982. Der Ausbruch begann in der Nacht vom 28. auf den 29. März. Ein 150 bis 180 Meter weiter Krater öffnete sich am zentralen Lavadom und eine plinianische Säule stieg 27 km in die Atmosphäre. Am Morgen des 29. März gingen Ascheregen über die Umgebung nieder und mehrere tausend Menschen wurden evakuiert. Jedoch gingen bis zum 3. April die Aktivitäten so weit zurück, dass das Militär den Bewohnern erlaubte in ihre Dörfer zurückzukehren.
In der Nacht vom 3. auf den 4. April kam es zu einem neuerlichen Anstieg und zum Höhepunkt der vulkanischen Aktivitäten. Durch Kontakt des Magmas mit Grundwasser kam es zu einer Folge von heftigen phreatischen Eruptionen, pyroklastische Druckwellen erreichten einen Umkreis von 8 km um den Krater. Dabei wurden neun Dörfer, darunter Francisco León, zerstört und rund 2.000 Menschen getötet. Der ursprüngliche Lavadom wurde komplett zerstört. Am Abend des 4. Aprils kam es dann zu einer letzten Eruption, die nochmals eine 29 km hohe plinianische Säule erzeugte.
Die pyroklastischen Ströme stauten mehrere Flüsse, darunter den Magdalena mit einem bis zu 75 Meter dicken Damm zu einem 4 Kilometer langen See aus beinahe kochendem Wasser. Der Fluss Susnubac und die Regenfälle der Monate April und Mai füllten den See mit 40 Millionen m³ Wasser. Am 26. Mai brach der Damm und der Schuttstrom füllte das Tal des Magdalena, das zuvor evakuierte Dorf Ostuacán wurde dabei zerstört. Noch 10 km unterhalb des Damms hatte das Wasser eine Temperatur von 82 °C. Bei einem im Bau befindlichen Staudamm weiter flussabwärts wurde ein Arbeiter getötet.
Die Eruption des El Chichón war eine der größten im 20. Jahrhundert, insgesamt wurden 1,5 km³ an Magma ausgestoßen, und sie wurde in der Menge des in die Stratosphäre eingebrachten Materials nur durch die des Pinatubo 1991 übertroffen.
Die entstandene Aerosolwolke umrundete die Erde in drei Wochen und verteilte sich im Laufe der nächsten sechs Monate vom Äquator bis zum 30. nördlichen Breitenkreis. Man vermutet, dass das die Temperatur der Atmosphäre um mindestens 0,2 °C sinken ließ und den Effekt eines überaus starken El Niños in diesem Jahr vermindert hat.

## Nach dem Ausbruch
Im Jahr 2000 stieg die Temperatur des Kratersees an, was auf aufsteigende Lava hinweist.
Inzwischen konnten Aktivitäten des Vulkans bis in die Zeit zwischen 1350 und 1400 zurückdatiert werden. In den letzten 8.000 Jahren hat es mindestens zwölf Ausbrüche gegeben, in den letzten 4.000 Jahren alle 100 bis 600 Jahre.